# El Zacatal, Querétaro Arteaga
El Zacatal är en ort i Mexiko.   Den ligger i kommunen Landa de Matamoros och delstaten Querétaro Arteaga, i den centrala delen av landet, 190 km norr om huvudstaden Mexico City. El Zacatal ligger 1 184 meter över havet och antalet invånare är 119.
Terrängen runt El Zacatal är bergig åt sydost, men åt nordväst är den kuperad. Runt El Zacatal är det ganska glesbefolkat, med 42 invånare per kvadratkilometer. Närmaste större samhälle är Jacala, 18,9 km söder om El Zacatal. I omgivningarna runt El Zacatal växer huvudsakligen savannskog.